# 佐世保市立崎辺中学校
佐世保市立崎辺中学校（させぼしりつ さきべちゅうがっこう）は、長崎県佐世保市天神町にある公立の中学校。

## 概要
歴史
佐世保市立福石中学校の生徒急増に対応して新設され、1984年（昭和59年）に開校した。2014年（平成26年）に創立30周年を迎えた。
校区
住所表記で「長崎県佐世保市」の後に「十郎新町、天神二丁目（一部）、天神三丁目（一部）、天神四丁目、天神五丁目（一部）、天神町、崎辺町、東浜町、大黒町（一部）」が続く地域。小学校区は佐世保市立天神小学校（一部）、佐世保市立港小学校。
校訓
「至誠」
校章
校歌
作詞は本間真一、作曲は中武幸嗣による。

## 沿革
- 1984年（昭和59年）4月1日 - 佐世保市立福石中学校から分離する形で「佐世保市立崎辺中学校」（現校名）が開校。
- 2006年（平成18年）4月1日 - 2学期制を導入。
- 2013年（平成25年）9月 - 完全給食を開始。

## 交通
最寄りのバス停
- 佐世保駅前から約20分、西肥バス（させぼバスが担当）教育隊方面行で「港小学校前」バス停下車。

## 周辺
- 佐世保市立港小学校
- 海上自衛隊佐世保教育隊

## 関係者

### 出身者
- 藤田倭 (女子ソフトボール選手)